# Гіпотеза Бібербаха
Гіпотеза Бібербаха(після доведення також використовується назва теорема де Бранжа) — доведене припущення, висловлене в 1916 році німецьким вченим Людвігом Бібербахом щодо верхньої межі коефіцієнтів розкладу однолистих функцій у ряд Тейлора.
Позначимо {\displaystyle \Delta } — відкритий одиничний круг комплексної площини: {\displaystyle \Delta =\{z:|z|<1\}}.
Нехай {\displaystyle S} — множина всіх голоморфних і однолистих в {\displaystyle \Delta } функцій {\displaystyle f(z)} , що мають розклад у ряд Тейлора в околі нуля виду:
{\displaystyle f(z)=z+\sum _{n=2}^{\infty }c_{n}z^{n}.}
За гіпотезою коефіцієнти {\displaystyle |c_{n}|\leqslant n} і додатково {\displaystyle c_{n}=n} тільки для узагальнених функцій Кебе виду
{\displaystyle k_{\theta }(z)={\frac {z}{(1-ze^{i\theta })^{2}}}.}

## Історія доведення гіпотези
- 1916 рік — висловлена гіпотеза. Бібербах довів справедливість гіпотези при {\displaystyle n=2}.
- 1923 рік — доведена гіпотеза для {\displaystyle n=3}. Автор доведення — Чарльз Левнер, для доведення був створений параметричний метод Левнера.
- 1955 рік — доведення для {\displaystyle n=4}. Автори — Пол Гарабедян і Менахем Макс Шифер. Метод, використаний при доведенні, був названий методом Шифера.
- 1968 1969 роки — дві незалежні роботи з підтвердженням гіпотези для {\displaystyle n=6} — Роджер Педерсон і Міцуру Одзава.
- 1972 рік — доведена гіпотеза для {\displaystyle n=5} — Педерсон, Шифер.

- 1925 рік — Джон Ідензор Літлвуд доводить, що {\displaystyle |c_{n}|\leqslant e\cdot n} для будь-якого {\displaystyle n}.
- 1936 рік — американський математик Малкольм Робертсон припустив, що для непарних функцій {\displaystyle f\in S,} розклад яких у ряд Тейлора, відповідно має вид:

{\displaystyle f(z)=z+b_{3}z^{3}+b_{5}z^{5}+\cdots }
і для всіх натуральних чисел n, виконується нерівність
{\displaystyle \sum _{k=1}^{n}|b_{2k+1}|^{2}\leqslant n.}
Дане припущення називається гіпотезою Робертсона. Робертсон довів, що із гіпотези Робертсона випливає гіпотеза Бібербаха.
- 1951 рік — Іван Базилевич і Ісаак Мілін довели співвідношення {\displaystyle |c_{n}|\leqslant e/2\cdot n+\mathrm {const} }.
- 1965 рік — Мілін: {\displaystyle |c_{n}|\leqslant 1{,}243\cdot n}.
- 1971 рік — Мілін припустив, що для функцій {\displaystyle f\in S,} для всіх натуральних чисел n, виконується нерівність,

{\displaystyle \sum _{k=1}^{n}(n-k+1)(k|\gamma _{k}|^{2}-1/k)\leqslant 0}
де логарифмічні коефіцієнти γn для f одержуються із формули:
{\displaystyle \log(f(z)/z)=2\sum _{n=1}^{\infty }\gamma _{n}z^{n}.}
Мілін довін, що із цього припущення (гіпотези Міліна) випливає гіпотеза Робертсона, а тому і гіпотеза Бібербаха.
- 1972 рік — Карл Фітцджеральд: {\displaystyle |c_{n}|\leqslant {\sqrt {7/6}}n}.
- 1984 року — французький математик Луї де Бранж довів гіпотезу Міліна і відповідно гіпотези Робертсона і Бібербаха. Доведення де Бранжа було досить довгим. Воно зокрема використовувало нерівності щодо многочленів Якобі, які були доведені Аскі і Гаспером. Надалі простіші доведення гіпотези Бібербаха дали Фітцджеральд і Поммеренке у 1985 році, Кореваар у 1986 році і Вейнштейн у 1991 році.